# فريدي ويكسلر
فريدي ويكسلر (بالإنجليزية: Freddy Wexler)‏ هو دي جيه ومنتج أسطوانات ومغني وشخصية أعمال ومغن مؤلف أمريكي، ولد في 19 مايو 1986.

## وصلات خارجية
- الموقع الرسمي
- فريدي ويكسلر على موقع ميوزك برينز (الإنجليزية)
- فريدي ويكسلر على موقع ديسكوغز (الإنجليزية)